# Eurodac
Eurodac est une base de données mise en place dans l'Union européenne et opérationnelle depuis le 15 janvier 2003. Dotée d'un système automatisé de reconnaissance d'empreintes digitales, elle a pour objet de permettre d'identifier des personnes et ainsi contribuer à déterminer l'État membre qui, en vertu de la convention de Dublin, est responsable de l'examen d'une demande d'asile présentée dans un État membre et de faciliter à d'autres égards l'application de la convention de Dublin.

## Composition du système Dublin
Le « système Dublin » comprend le règlement de Dublin et le règlement Eurodac. La base de données Eurodac elle-même se compose :
- d'une base de données centrale informatisée, dans laquelle sont traitées des données dactyloscopiques (qui concernent les empreintes digitales) et administratives en vue de la comparaison des données personnelles concernant:
  - chaque étranger, âgé de 6 ans au moins[2] (précédemment 14 ans au moins[1]), qui, à l'occasion du franchissement irrégulier de sa frontière terrestre, maritime ou aérienne en provenance d'un pays tiers, a été appréhendé par les autorités de contrôle compétentes et qui n'a pas été refoulé
  - les étrangers se trouvant illégalement sur le territoire d'un État membre pour lesquels il y a lieu de vérifier qu'ils n'ont pas auparavant présenté une demande d'asile dans un autre État membre
- d'une unité centrale, équipée d'un système informatisé de reconnaissance des empreintes digitales, gérant la base de données
- des moyens de transmission des données entre les États membres et la base de données centrale.

## Pays membres
Parallèlement à l'association de plusieurs États non-membres de l'Union européenne (UE) à l'espace Schengen, certains États non intégrés à l'UE ont passé des accords d'association avec le « système Dublin ». Ceux-ci incluent l'Islande et la Norvège (accord de 2001); la Suisse (accord du 28 février 2008); et le Liechtenstein (accord du 28 février 2008).

## Durée de conservation des données personnelles
Officiellement, les données concernant :
- « un demandeur d'asile sont conservées dans la base de données centrale Eurodac durant dix ans ou jusqu'au moment où le demandeur d'asile acquiert la citoyenneté d'un État membre, quel qu'il soit. »
- « une personne ayant franchi irrégulièrement la frontière sont conservées pendant deux ans ou jusqu'au moment où la personne concernée reçoit un titre de séjour, quitte le territoire de l'État membre ou acquiert la citoyenneté d'un État membre, quel qu'il soit. »
- « les personnes en séjour irrégulier ne sont pas conservées »[1].

Malgré ces prescriptions officielles, un rapport de suivi montrait, en 2008, que les données personnelles étaient conservées plus longtemps que la période jugée nécessaire par les autorités, et donc en infraction avec le règlement de Dublin, en raison d'un manque de coordination entre les différents États membres, un État introduisant souvent des empreintes digitales d'une personne dont les empreintes avaient été effacées par un autre État.

## Accès des organismes nationaux à Eurodac
Une proposition de réforme de la Commission européenne de 2008 indique qu'en raison d'un manque de précision, à l'intérieur de chaque État, concernant quelle(s) agence(s) gouvernementale(s) est ou sont autorisée(s) à accéder à la base centrale Eurodac, le travail du Contrôleur européen de la protection des données s'en trouve compliqué. En d'autres termes, il y a un manque de règlementation concernant l'accès à cette base de données.

## Compléments